# Demeijerella
Demeijerella là một chi bướm đêm thuộc phân họ Olethreutinae, trong họ Tortricidae.

## Các loài
- Demeijerella bicolorana (Bradley, 1961)
- Demeijerella catharota (Meyrick, 1928)
- Demeijerella chrysoplea (Diakonoff, 1975)
- Demeijerella relapsa (Meyrick, 1928)
- Demeijerella xanthorhina Diakonoff, 1954